# Nagroda Camõesa
Nagroda Camõesa (port. Prémio Camões)–najważniejsza nagroda literacka przyznawana pisarzom tworzącym w języku portugalskim. Przyznawana jest corocznie od 1989 r. przez portugalską Fundację Biblioteki Narodowej (port. Fundação Biblioteca Nacional) oraz brazylijski Narodowy Departament Książki (port. Departamento Nacional do Livro).
Nazywana jest literackim Noblem portugalskojęzycznego kręgu kulturowego. 

## Laureaci
| Rok  | Autor                                        | Kraj                          |
| ---- | -------------------------------------------- | ----------------------------- |
| 2024 | Adélia Prado (1935–)                         | Brazylia                      |
| 2023 | João Barrento (1940–)                        | Portugalia                    |
| 2022 | Silviano Santiago (1936–)                    | Brazylia                      |
| 2021 | Paulina Chiziane (1955–)                     | Mozambik                      |
| 2020 | Vítor Aguiar e Silva (1939–)                 | Portugalia                    |
| 2019 | Chico Buarque (1944–)                        | Brazylia                      |
| 2018 | Germano Almeida (1945–)                      | Republika Zielonego Przylądka |
| 2017 | Manuel Alegre (1936–)                        | Portugalia                    |
| 2016 | Raduan Nassar (1935–)                        | Brazylia                      |
| 2015 | Hélia Correia (1949–)                        | Portugalia                    |
| 2014 | Alberto da Costa e Silva (1931–2023)         | Brazylia                      |
| 2013 | Mia Couto (1955–)                            | Mozambik                      |
| 2012 | Dalton Trevisan (1925-2024)                  | Brazylia                      |
| 2011 | Manuel António Pina (1943–2012)              | Portugalia                    |
| 2010 | Ferreira Gullar (1930–2016)                  | Brazylia                      |
| 2009 | Arménio Vieira (1941–)                       | Republika Zielonego Przylądka |
| 2008 | João Ubaldo Ribeiro (1941–2014)              | Brazylia                      |
| 2007 | António Lobo Antunes (1942–)                 | Portugalia                    |
| 2006 | José Luandino Vieira (1935–)–odrzucona       | Portugalia / Angola           |
| 2005 | Lygia Fagundes Telles (1923–2022)            | Brazylia                      |
| 2004 | Agustina Bessa-Luís (1922–2019)              | Portugalia                    |
| 2003 | Rubem Fonseca (1925–2020)                    | Brazylia                      |
| 2002 | Maria Velho da Costa (1938–2020)             | Portugalia                    |
| 2001 | Eugénio de Andrade (1923–2005)               | Portugalia                    |
| 2000 | Autran Dourado (1926–2012)                   | Brazylia                      |
| 1999 | Sophia de Mello Breyner (1919–2004)          | Portugalia                    |
| 1998 | António Cândido de Mello e Sousa (1918–2017) | Brazylia                      |
| 1997 | Pepetela (1941–)                             | Angola                        |
| 1996 | Eduardo Lourenço (1923–2020)                 | Portugalia                    |
| 1995 | José Saramago (1922–2010)                    | Portugalia                    |
| 1994 | Jorge Amado (1912–2001)                      | Brazylia                      |
| 1993 | Rachel de Queiroz (1910–2003)                | Brazylia                      |
| 1992 | Vergílio Ferreira (1916–1996)                | Portugalia                    |
| 1991 | José Craveirinha (1922–2003)                 | Mozambik                      |
| 1990 | João Cabral de Melo Neto (1920–1999)         | Brazylia                      |
| 1989 | Miguel Torga (1907–1994)                     | Portugalia                    |

## Kraj pochodzenia
- Portugalia - 11
- Brazylia - 10
- Angola - 2
- Mozambik - 1
- Republika Zielonego Przylądka - 1